# Idálio Sardenberg
Idálio Sardenberg (Porto Alegre, 1906 – Rio de Janeiro, 30 de maio de 1987) foi um general e político brasileiro. 

## Formação militar
Filho do oficial do Exército Olinto Nunes Sardenberg e de Etelvina Maria Sardenberg. Idálio realizou seus estudos no Colégio Militar do Rio de Janeiro e na Escola Militar do Realengo. Em janeiro de 1927 formou-se aspirante a oficial da arma de artilharia. No mesmo ano foi promovido a segundo tenente e, em 1929, a primeiro tenente. Além disso, nesse mesmo período frequentou a Escola de Aperfeiçoamento de Oficiais.

## Atuação na política
Iniciou sua carreira na política em 1929, quando participou da Aliança Liberal, movimento que lançou a candidatura de Getúlio Vargas à presidência, e da promoção da revolução que eclodiria em outubro de 1930. Em 1932, Idálio Sardenberg atuou no quartel general do Exército do Sul, combatendo ao lado das forças legalistas, durante o período histórico conhecido como Revolução Constitucionalista.
Elegeu-se primeiro suplente de deputado à Assembleia Constituinte pelo Paraná, em 1933, ao lado do Partido Social Democrático (PSD). Fez parte da Comissão dos 26, órgão encarregado de coordenar as proposições que seriam designadas à elaboração da Constituição de 1934, representando o Paraná. Idálio conquistou o posto de capitão em 1935, e após deixar a Constituinte retomou sua carreira militar, realizando o curso da Escola de Estado Maior do Exército. Por conta de sua assídua atuação no estado, tornou-se uma figura importante e prestigiada no Paraná, local onde estabeleceu sua vida e patrimônio.
No dia 15 de abril de 1961, Idálio Sardenberg foi preso por ter levado a público um manifesto que contradizia as declarações do presidente Jânio Quadros a respeito da situação financeira da Petrobras. No manifesto direcionado à nação brasileira, Sardenberg defendeu a sua gestão na empresa e declarou que o empréstimo solicitado por ele ao Banco do Brasil havia sido feito para cobrir as dívidas resultantes do aumento do capital de giro, decorrente da expansão da produção de petróleo. Sardenberg foi recolhido ao forte de Copacabana, no Rio de Janeiro, a decreto do comandante do I Exército, o general Nestor Souto de Oliveira, que considerou sua ação uma insubordinação. A prisão do militar gerou bastante repercussão, tanto que alguns senadores e deputados se declararam a seu favor.

## Carreira Militar
Sardenberg assumiu patentes militares importantes como a de major, em abril de 1943, e tenente coronel, em março de 1948. Além disso, em 1949, colaborou para a fundação da Escola Superior de Guerra. Foi nesse local que ele desempenhou os cargos de Chefe do Departamento de Estudos e Assessor da missão brasileira, liderada pelo general Pedro Aurélio de Góis, que negociou o Acordo Militar firmado em 1952 com os Estados Unidos. O militar também conquistou a patente de coronel, em janeiro de 1953.
No Rio Grande do Sul, assumiu o comando da Artilharia Divisionária da 3ª Divisão do Exército, em 1961. Entre 30 de maio de 1963 e 1º de dezembro de 1965, foi Comandante da Artilharia Divisionária da 1ª Divisão de Exército, no Rio de Janeiro. Durante os anos de 1966, 1967 e 1968, Sardenberg atingiu diversas conquistas profissionais. Foi promovido a General de Divisão, tornou-se diretor geral de Ensino do Exército, assumiu a função de presidente da Comissão Brasil- Estados Unidos e promovido a General do Exército.
Exerceu o cargo de Ministro Chefe do Estado-Maior das Forças Armadas entre 29 de setembro de 1971 e 2 de maio de 1972, durante o Governo Emílio Garrastazu Médici. Pois fora designado para substituir o almirante Murilo do Vale e Silva na chefia. No ano de 1972, passou o cargo para o general Arthur Candal, época em que fora transferido para a reserva remunerada.
Idálio Sardenberg alcançou, durante sua carreira militar, os cargos de Chefe de Divisão do gabinete do EMFA, Chefe da 3ª seção do Estado Maior da 3ª Região Militar e Chefe de Divisão do gabinete do Ministro do Exército. Além disso, foi instrutor da Escola de Estado Maior de Fort Leavenworth, nos EUA, e da Escola de Estado Maior do Exército; também adquiriu a função de diretor de Ensino e de Formação do Exército e do Material de Engenharia do Exército.

## Presidente da Petrobras
Foi nomeado presidente da Petrobras, no dia 11 de dezembro de 1958, durante o governo de Juscelino Kubitschek. Idálio realizou diversas obras durante sua gestão, a exemplo da construção de novas refinarias, como as de Landulfo Alves e Duque de Caxias e dos terminais de Ilha d'Água e Madre de Deus. Tais unidades estão localizadas nos estados da Bahia, Rio de Janeiro e Guanabara. A Fábrica de Borracha Sintética e o Oleoduto da Ilha d'Água são outras construções que também foram feitas durante seu mandato.
Sob seu comando a capacidade da refinaria de Cubatão, em São Paulo, elevou ao dobro e a produção total de petróleo passou de 60 mil para 72 mil barris por dia, entre os anos de 1959 e 1960. Já em 1960, a capacidade de refino alcançou o valor de 300 mil barris diários. Durante esse mesmo período, Sardenberg fez parte da missão comercial brasileira à União Soviética e foi promovido ao cargo de general de brigada.
Deixou a presidência da Petrobras no dia 2 de fevereiro de 1961, logo após a posse do presidente Jânio Quadros, função que foi então assumida pelo engenheiro Geonísio Barroso.
Assumiu o cargo de diretor-presidente da Delfin Crédito Imobiliário, em 1976, onde permaneceu até o momento em que o Banco Central interveio na empresa, no começo de 1983.
Idálio Sardenberg era casado e tinha um filho com Ivone Faria Sardenberg. Faleceu no dia 30 de maio de 1987, aos 81 anos, vítima de câncer, na cidade do Rio de Janeiro.